# Cementerio de Yaba
El Cementerio de Yaba (en inglés: Yaba Cemetery) es un espacio para sepulturas localizado en Yaba, un suburbio del este de las afueras de la ciudad de Lagos, en el país africano de Nigeria. Se trata de un cementerio civil conocido localmente como Cementerio Atan.
El cementerio contiene la mayor concentración de tumbas militares de la era de la Segunda Guerra Mundial de Nigeria. 